# Пензенская духовная семинария
Пензенская Духовная Семинария — высшее духовное учебное заведение Пензенской и Нижнеломовской епархии Русской православной церкви, готовящее священно- и церковнослужителей.

## История
Именной Высочайший указ, с которого начинается официальное существование Пензенской семинарии, последовал 16 июня 1800 года. Одновременно с указом, в Св. Синод разослал в соседние семинарии свои распоряжения, чтобы ученики Саратовской епархии, обучавшиеся там, были уволены во вновь устроенную свою семинарию. Таковые оказались в семинариях: Астраханской, Тамбовской, Воронежской и в Казанской академии.

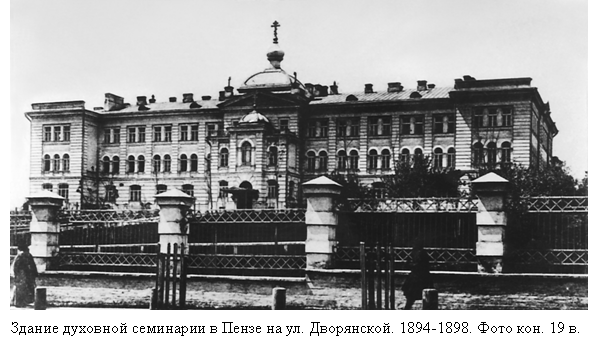
Новое здание семинарии, нынешний Пензенский государственный университет

Первоначально семинария располагалась в бывшем вице-губернаторском доме (ул. Троицкая, ныне ул. Кирова, 17).
В 1818 году произошло преобразование пензенской семинарии по уставу 1814 года, выработанному Комиссией духовных училищ.
После пожара 1858 временно переведена в помещение духовного уч-ща (ул. Поперечно-Покровская, ныне ул. Чкалова, 56). Здесь семинария находилась до 1867, до окончания ремонта собств. помещения. К 1899 было построено новое здание (ул. Дворянская, ныне ул. Красная, 40)
При семинарии с 1902 года действовал историко-археологический и статистический комитет.
Закрыта постановлением Совета народных комиссаров в 1918 году. За годы существования семинарию окончило около 4500 человек. Среди них крупные государственные чиновники, известные деятели науки, культуры и искусства: A. А. Архангельский, А. С. Архангельский, B. П. Войденов, И. П. Гвоздев, А. Н. Гвоздев, А. А. Голубев, Н. И. Ильминский, В. О. Ключевский, А. И. Мозжухин, И. Я. Судаков, Б. К. Пашков и др.
В XXI веке семинария была возрождена. В 2001 году в Пензе было открыто духовное училище, которое 6 октября 2010 года решением Священного Синода было преобразовано в Пензенскую духовную семинарию.

## Ректоры
в Российской империи
- протоиерей М. Нилов (1800—1802), и. о.
- архимандрит Амвросий (Виноградский) (кон. 1802—1806)
- архимандрит Мефодий (Нилов) (1806—1810)
- архимандрит Аарон (Нарциссов) (1811—1821)
- архимандрит Иннокентий (Платонов) (1821—1822)
- архимандрит Антоний (Добротин) (1822—1826)
- Анастасий (Воскресенский) (начало 1826 — 23 августа 1828)
- Афанасий (Дроздов) (23 августа 1828 — 17 июля 1829)
- Иоанникий (Образцов) (27 июля 1829—1832)
- Николай (Доброхотов) (1832—1835)
- архимандрит Анастасий (Лавров) (1836—1843)
- архимандрит Евпсихий (Горенко) (1843—1862)
- протоиерей Иаков Бурлуцкий (1862)
- архимандрит Иоасаф (Пашин) (3 сентября 1862—1869)
- протоиерей Иаков Бурлуцкий (1869)
- Симеон (Линьков) (16 февраля 1872—1875)
- протоиерей Стефан Масловский (1875—1887)
- Сергий (Соколов) (16 ноября 1887—1888)
- протоиерей Михаил Знаменский (1888—1894)
- Пётр Позднев (5 сентября 1894 — 19 декабря 1906)
- Николай (Орлов) (26 декабря 1906 — 18 мая 1907)
- протоиерей Михаил Источников (сентябрь 1907 — ноябрь 1908)
- Павел Борисовский (ноябрь 1908—1910)
- протоиерей Матвей Архангельский (1911—1918)

в России
- митрополит Вениамин (Зарицкий) (6 октября 2010 — 30 мая 2014)
- митрополит Серафим (Домнин) (30 мая 2014 ― 24 июля 2025)
- протоиерей Николай Грошев, и. о. с 24 июля 2025